# Aregunbergen
Aregunbergen (armeniska: Արեգունի լեռներ: Areguni lerner) är en bergskedja i Armenien. Den ligger i den centrala delen av landet, 70 kilometer nordost om huvudstaden Jerevan. Aregunbergen ligger vid Sevansjön.
Runt Aregunbergen är det ganska tätbefolkat, med 72 invånare per kvadratkilometer.